# Feodor Raskolnikov
Feodor Raskolnikov (în rusă Фёдор Фёдорович Раскольников, Feodor Feodorovici Raskolnikov, nume real Feodor Ilyin, în rusă Фёдор Ильин; n. 28 ianuarie 1892, Saint Petersburg, Imperiul Rus – d. 12 septembrie 1939, Nice, Franța) a fost un bolșevic, participant la Revoluția din Octombrie, comandat al Flotei Armatei Roșii în Marea Caspică și Baltică în timpul Războiului Civil Rus și, mai târziu, diplomat sovietic. În perioada 1930-1933 a fost ambasador al Uniunii Sovietice în Estonia. În perioada 1933-1934, Raskolnikov a fost ambasador în Danemarca, iar în perioada 1934-1938 a fost ambasador în Bulgaria. Pseudonimul Raskolnikov vine, probabil, de la Rodion Romanovich Raskolnikov, personajul ficțional din romanul Crimă și pedeapsă de Fiodor Dostoevski.